# أسرة لورين
أسرة لورين (الألمانية:Haus Lothringen)؛ نشأ كفرع صغير من أسرة ميتز؛ بحيث ورثت دوقية لورين في 1473 بعد وفاة نيكولا الأول دون وريث من الذكور، ولاحقاً بعد زواج فرانسوا الثالث من الأرشيدوقة ماريا تيريزا في 1736 وتلتها الحرب في 1740 استطاعوا أن يخلفوا آل هابسبورغ على العرش النمساوي وبحيث أصبح يعرف الآن بـ هابسبورغ-لورين (Habsburg-Lothringen)؛ كان فرانتس الأول وأبنائه يوزف الثاني وليوبولد الثاني وحفيده فرانتس الثاني أباطرة على الإمبراطورية الرومانية المقدسة منذ 1745 حتى حل الإمبراطورية في 1806، وورثت الأسرة إمبراطورية هابسبورغ بعد تفكك الإمبراطورية الرومانية المقدسة، وحكمت الإمبراطورية النمساوية لاحقا النمسا-المجر منذ 1806 حتى انهيارها في 1918 بعد الحرب العالمية الأولى.
وعلى الرغم من أن الفرع الأكبر من العائلة هم دوقات هوهنبرغ؛ إلا أن رئيس الأسرة الحالي هو كارل فون هابسبورغ-لورين (من مواليد 1961) هو حفيد كارل الأول الإمبراطور الأخير.

## النسب
تدعي الأسرة أن نسبها ينحدر من جيرارد الأول، كونت باريس (توفي 779) والذي عرفت ذريته باسم أسرة جيرارديين؛ كان يعتقد أيضا أن الماتفريدينين في القرن 10 هم فرع من هذه الأسرة والذين أصبحوا منذ القرن العاشر كونتات ميتز وأيضا حكمت فروع أخرى في الألزاس واللورين، وخلال عصر النهضة ادعى الدوقات النسل الكارولنجي، ومع ذلك يعتبر الأسلاف الأوائل لأسرة ينطوي على مجرد التخمينات.
ولكن كان أكثر الوضوح أن في 1048 الإمبراطور هاينريش الثالث أعطى دوقية لورين العليا لـ أدالبرت من ميتز ثم إلى شقيقه جيرارد الذين عرف خلفائه باسم (أسرة الألزاس أو شاتنواز) واحتفظت الأسرة بدوقية حتى وفاة شارل الجريء في عام 1431.

### أسرة فودمونت وغيس

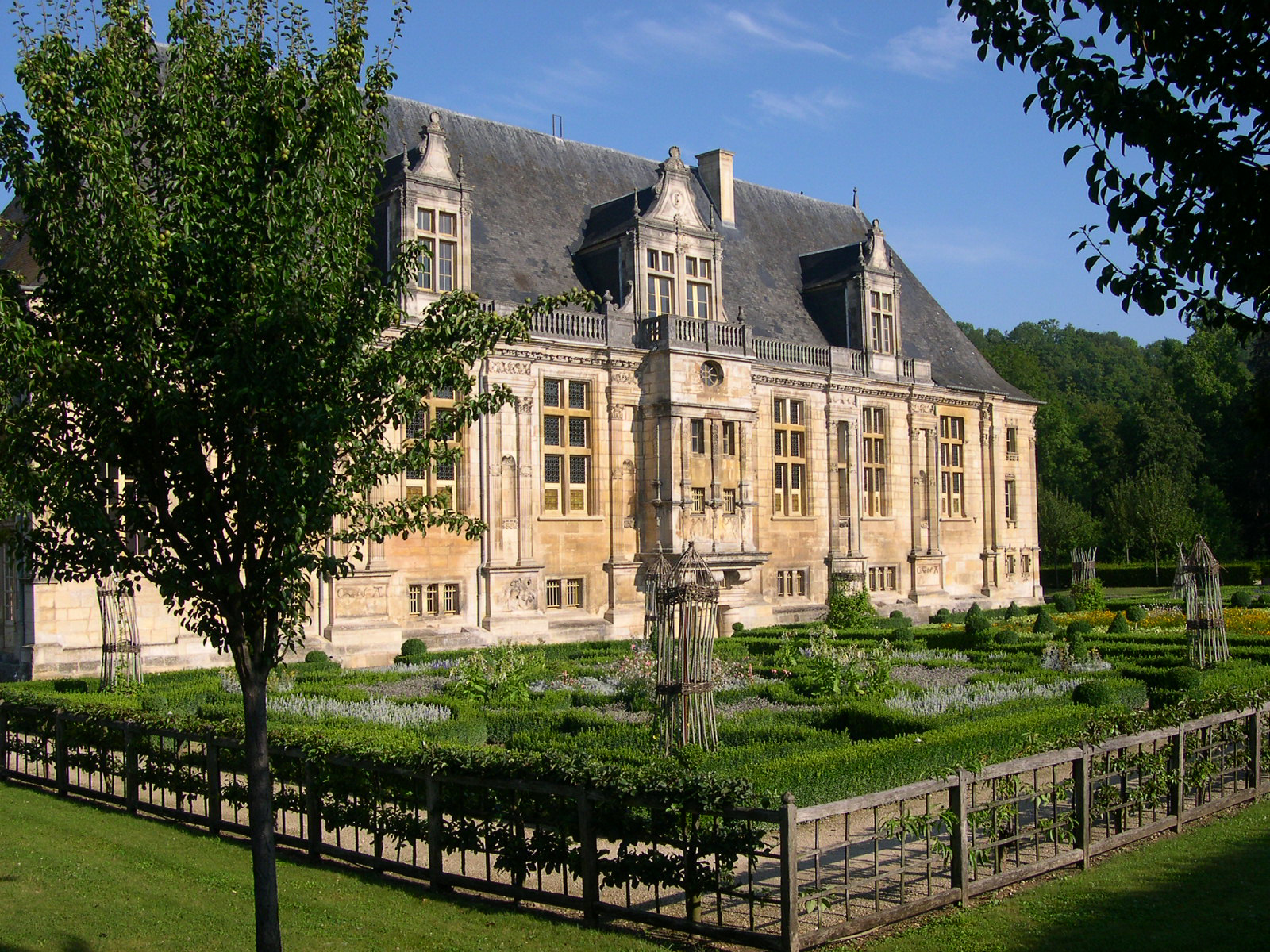
قلعة دو جراند جاردين في جوانفيل، مقر كونتات ودوقات غيس.

بعد حكم قصير لآل أنجو بين عامي 1453 حتى 1473، عادت لورين مرة أخرى إلى فرع فودمونت من خلال رينيه الثاني الذي أضاف أيضا لاحقاً دوق بار إلى ألقابه.
وأيضا شهدت فترة حروب فرنسا الدينية صعود نجم أسرة غيس هو فرع صغير من الأسرة والذي أصبح من أكثر الأسر هيمنةً على سياسة الفرنسية خلال سنوات الأخيرة من عهد هنري الثالث، وكانت الأسرة على وشك الصعود للعرش الفرنسي، وأيضا تنحدر الملكة ماري من غيس والدة ماري ملكة الاسكتلنديين من هذه الأسرة.
وفي ظل حكم آل بوربون لفرنسا، ظل الفرع المتبقي من أسرة غيس برئاسة دوق ألبوف جزءاً في أعلى صفوف النبلاء الأرستقراطيين الفرنسية، وفي حين واصل الفرع الأكبر أسرة فودمونت الحكم على دوقيات لورين وبار المستقلتين، أدت طموحات لويس الرابع عشر الإمبريالية إلى احتلال لورين بين عامي 1669 حتى 1697، مما أجبر الدوق على التحالف مع أعدائه الأباطرة الرومانية المقدسة من أسرة هابسبورغ.

## أسرة هابسبورغ-لورين

شعار أسرة هابسبورغ-لورين. بحيث يظهر شعارات لأسر هابسبورغ وبابنبيرغ ولورين.

فشل كل من الأباطرة يوزف الأول وكارل السادس في انجاب وريث من الذكور، وأصدر الأخير المرسوم العملي في 1713 الذي ترك العرش لابنته ماريا تيريزا التي لم تلد بعد آنذاك، وفي 1736 رتب الإمبراطور كارل السادس زواجها من فرانسوا ستيفن دي لورين، وكذلك رتب لاحقا تبادل أراضيه الوراثية مقابل دوقية توسكانا الكبرى وكذلك حصل على دوقية تيشن من الإمبراطور.
ومع وفاة كارل في 1740 انتقلت أراضي هابسبورغ إلى ماريا تيريزا وفرانسوا ستيفن الذي انتخب إمبراطوراً في 1745 كـ فرانتس الأول، وبعد حرب الخلافة أصبحت بناتهما ماريا كارولينا وماري أنطوانيت ملكات صقلية ونابولي وفرنسا، وفي حين خلف ابنيهما يوزف الثاني وليوبولد الثاني والدهم في ألقاب الإمبراطورية.
بصرف النظر على هيمنة هابسبورغ الأساسية على التيجان الثلاثية النمسا-المجر وبوهيميا، استطعت فروع صغيرة من الأسرة حكم بعض الدوقيات الإيطالية أيضا: توسكانا حتى 1860، وبارما حتى 1847، ومودينا حتى 1859، وفضلاً عن أصبح أحد أفرادها الأرشيدوق ماكسيميليان إمبراطوراً على المكسيك (1863-67).
في عام 1900 الأرشيدوق فرانتس فرديناند (وريث المفترض النمساوي المجري) تزوج زواجاً مرغنطياً من صوفي تشوتيك وبذلك تم استعباد أبنائهم من خط الخلافة النمساوية المجرية، وأصبح الفرع معروفاً باسم أسرة هوهنبيرغ، ولكن الزواج المرغنطي لم يعتبر محظوراً أبداً في لورين، ومع ذلك أوتو فون هابسبورغ حفيد الشقيق الأصغر لـ فرانتس فرديناند اعتبر رئيساً لأسرة حتى وفاته في 2011، وفي نانسي العاصمة القديمة لأسرة فودمونت استطاع الزواج من الأميرة ريجينا من ساكس-ماينينغن في 1951.

## قائمة الحكام من الأسرة

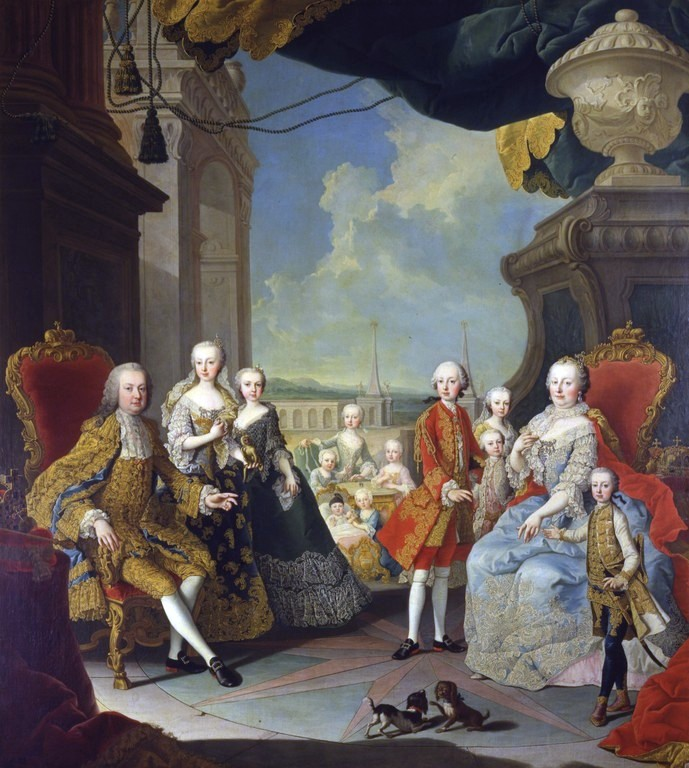
فرانتس الأول دي لورين وعائلته.

فيما يلي قائمة الحكام الذين وصلوا إلى الحكم؛ أسرة آردين-ميتز وفروعه أسرة لورين ثم هابسبورغ-لورين؛ ثم بداية القرن 11 تاريخ البداية الموثقة لنسب:-

### أسرة ميتز (آردين-ميتز)
- أدالبرت، دوق لورين العليا ح.1048/47.
- جيرارد، دوق لورين، ح.1048-1070.
- تيودوريك (تييري) الثاني، ح.1070-1115.
- سيمون الأول، ح.1115-1138.
- ماتياس الأول، ح.1138-1176.
- سيمون الثاني، ح.1176-1205
- فريديريك الأول، ح.1206/5.
- فريديريك الثاني، ح.1206-1213.
- ثيوبالد الأول، ح.1213-1220.
- ماتياس الثاني، ح.1220-1251.
- فريديريك الثالث، ح.1251-1303.
- ثيوبالد الثالث، ح.1303-1312.
- فريديريك الرابع، ح.1312-1328.
- رودولف، ح.1328-1346 (قُتل في معركة كريسي).
- جان الأول، ح.1346-1390.
- شارل الثاني، ح.1390-1431.

مع وفاة شارل الثاني دون وريث من الذكور مُرت الدوقية إلى ابنته ملكة نابولي القرينة إيزابيلا بزواجها من رينيه دي أنجو ثم انتقلت الدوقية إلى ابنها جان الثاني (ح.1453-1470) ومن ثَّم حفيدها نيكولاس الأول (ح.1470-1473) ومع وفاته دون وريث، اللقب انتقل إلى عمته يولاند.

### أسرة لورين
تم تشكيل هذه الأسرة من خلال زواج يولاند من فريدريك الثاني كونت فودمونت الذي ينحدر من جان الأول (جد يولاند) من ابنه الأصغر فريدريك الأول، كونت فودمونت، ثم ابنه أنتوني (هو والد فريدريك الثاني)؛ وبذلك ورث ابنهما البكر رينيه الثاني اللقب من والدته.
- رينيه الثاني، ح.1473-1508.
- أنتوني دوق لورين، ح.1508-1544.
- فرانسوا الأول، ح.5/1544.
- شارل الثالث، ح.1545-1608 (كانت والدته كريستينا الدنماركية بمثابة الوصاية خلال فترة حكمه الأولى).
- هنري الثاني، ح.1608-1624 (لم يترك أي أبناء الذكور، بناته أصبحن دوقات لورين من خلال الزواج).
  - نيكول، دوقة لورين (م. شارل الرابع).
  - كلود (م. نيكولاس الثاني).
- فرانسوا الثاني، (ابن شارل الثالث، الدوق لمدة ستة أيام في أواخر 1625، تنازل لصالح ابنه).
- شارل الرابع، ح.1625-1675.
- نيكولاس فرانسوا (نيكولاس الثاني)، (حكم لفترة وجيزة خلال الاحتلال الفرنسي).
- شارل الخامس، ح.1675-1690 (ابن نيكولاس فرانسوا، حكمه كان اسمياً فقط؛ بسبب الاحتلال الفرنسي).
- ليوبولد، ح.1690-1729 (استعادة الدوقية في 1697).
- فرانسوا الثالث ستيفان، ح.1729-1737 (تنازل عنها)؛ لاحقاً إمبراطور الروماني المقدس منذ 1745.

### أسرة هابسبورغ-لورين
- يوزف الثاني (1741-1790)، ح.1765-1790.
- ليوبولد الثاني (1747-1792)، 1790-1792.
- فرانتس الثاني (1768-1835)، كـ إمبراطور الروماني المقدس ح.1792-1806؛ وكـ إمبراطور النمسا ح.1804-1835.
- فرديناند الأول (الخامس) (1793-1873)، ح.1835-1848 (تنازل عنها لصالح ابن شقيقه).
- فرانتس يوزف الأول (1830-1916)، ح.1848-1916

وريث فرانتس يوزف رودولف انتحر في 1889، فرانتس يوزف خلفه بعد وفاته حفيد شقيقه الأصغر.
- المطوب كارل من النمسا (كارل الأول والرابع) (1887-1921)، ح.1916-1918 (أُجبر على تخلي عن العرش).
- أوتو فون هابسبورغ (1912-2011).
- كارل فون هابسبورغ (مواليد.1961).

. الوريث الواضح:فرديناند زفونيمير فون هابسبورغ (مواليد.1997).

#### الحكام في الأراضي الإيطالية
| توسكانا حصلت الأسرة على توسكانا مقابل تنازلهم عن دوقية لورين في 1737:- - فرانشيسكو الثاني ستيفانو (1737-1765). - بييترو ليوبولدو الأول (1765-1790)؛ ابن الثاني لفرانشيسكو الثاني. - فرديناندو الثالث (1790-1801، ثم 1814-1824)؛ ابن الثاني لليوبولدو الأول. - ليوبولدو الثاني (1824-1859). - فرديناندو الرابع (1859-1860)؛ كمدعي (1860-1908). - جيوزيبي فرديناندو (1908-1921). - بييترو فرديناندو (1921-1948). - غوتفريدو (1948-1984). - ليوبولدو فرانتشيسكو (1984-1993). - سيغيسموندو (منذ. 1993). " فيما بيدو أن الوريث هو الأرشيدوق ليوبولدو أميديو من مواليد 2001م". | مودينا وريدجو - فرديناندو (1803-1806)؛ مؤسس النمسا-إستي، من خلال زواجه من الأميرة ماريا بياتريس دإستي. - فرانشيسكو الرابع (1806-1814)؛ ثم كدوق (1814-1846). - فرانشيسكو الخامس (1846-1859)؛ كمدعي (1859-1875). - فرانشيسكو فرديناندو (1875-1914). - كارلو (1914-1917). - روبيرتو (1917-1996). - لورينزو (منذ. 1996). " فيما بيدو أن الوريث هو الأرشيدوق أميديو هو من مواليد 1986م" دوقة بارما وبياتشنزا وغاستالا - ماريا لويزا (1814-1847). |

#### الحكام في الأراضي المجرية
| تيشن - ليوبولد (1722-1729)؛ حصل عل تيشن مقابل تنازله عن ادعاءه عن مونفيراتو. - فرانتس الأول ستيفان (1729-1765)؛ ابنه، أصبح الإمبراطور في 1745. - الإمبراطور يوزف الثاني (1765-1766)؛ ابنه. - ماريا كريستينا (1766-1797)؛ شقيقته، حكمت بالمناصفة مع زوجها ألبرخت كازيمير الساكسوني، والذي استمر في الحكم من بعدها حتى وفاته في 1822. - كارل (1822-1847)؛ ابنهما بالتبني، في الأصل هو ابن شقيقها الإمبراطور ليوبولد الثاني. - ألبرخت (1847-1895)؛ ابنه. - فريدرش (1895-1936)؛ ابن شقيقه. - البرخت فرانتس، استمر في الادعاء اللقب حتى وفاته. | بلاطين المجر - يوزيف (1796-1847)؛ ابن الإمبراطور ليوبولد الثاني. - إسطفان فيرينتس (1847-1848/1867)؛ ابنه. - يوزيف كارولي (1867-1905)؛ شقيقه، كان حاملاً للقب. - يوزيف أغوست (1905-1918)؛ ابنه، كان حاكم المجر في أغسطس 1919. - الأرشيدوق يوزيف فيرينتس (توفي.1957)؛ ابنه، كان رئيس الفرع المجري. - الأرشيدوق يوزيف أرباد (توفي.2017)؛ ابنه. - الأرشيدوق يوزيف كارل (مواليد.1960)؛ ابنه. |

### الحكام في الأراضي الفرنسية
| غيس - كلود (1520-1550)؛ هو جد ماري ملكة اسكتلندا. - فرانسوا (1550-1563)؛ ابنه. - هنري الأول (1563-1588)؛ ابنه، كان أحد المرشحين لاعتلاء العرش الفرنسي. - شارل (1588-1640)؛ ابنه. - هنري الثاني دوق غيس (1640-1664)؛ ابنه، حاول ادعاء عرش نابولي. - لويس جوزيف (1664-1671)؛ ابن شقيقه. - فرانسوا جوزيف (1671-1675)؛ ابنه. - ماري (1675-1688)؛ شقيقة هنري الثاني. | ألبوف - أنتوني (1452-1458)؛ بالمناصفة مع زوجته ماري كونتيسة هاركورت، حكموها كـ لوردات. - جان (1458-1473)؛ بالمناصفة مع والدته ماري. - رينيه (1473-1508)؛ بالمناصفة مع جدته ماري حتى 1476. - كلود (1508-1550)؛ ابنه، أصبح منذ 1528 ماركيز. - رينيه (1550-1566)؛ ابنه الأصغر. - شارل الأول (1566-1605)؛ ابنه، أصبح منذ 1582 دوق. - شارل الثاني (1605-1657)؛ ابنه. - شارل الثالث (1657-1692)؛ ابنه. - هنري (1692-1748)؛ ابنه. - إيمانويل موريس (1748-1763)؛ شقيقه. - شارل يوجين (1763-1825)؛ قريبه، هو أخر فرد من الفرع الفرنسي. |

| هاركورت - أنتوني (1452-1458)؛ بالمناصفة مع زوجته ماري كونتيسة هاركورت، حكموها كـ لوردات. - جان (1458-1473)؛ بالمناصفة مع والدته ماري. - رينيه (1473-1495)؛ بالمناصفة مع جدته ماري حتى 1476، تنازل عنها بعد تسوية مع إحدى أقاربه، ولكنها عادت إلى الأسرة بعد زواج حفيده من الوريثة. - رينيه (1557-1566)؛ حفيده، بالمناصفة مع زوجته لويز دي ريو. - شارل الأول (1566-1605)؛ ابنه. - هنري (1605-1666)؛ ابنه الثاني. - فرانسوا لويس (1666-1694)؛ ابن شقيقه. - ألفونس هنري (1694-1719)؛ ابنه. - جوزيف (1719-1739)؛ ابنه. - لويس ماري (1739-1747)؛ ابنه، توفي دون وريث. أرمانياك - هنري (1607-1666)؛ كونت هاركورت. - لويس (1666-1718)؛ ابنه، هو والد ماري أميرة موناكو القرينة، وسليل الأمير الحالي. - شارل (1718-1751). | ميركور - نيكولا (1524-1577)؛ الابن الثاني لأنطوان دوق لورين، وكذلك هو والد لويز ملكة فرنسا وبولندا. - فيليب إيمانويل (1558-1602)؛ ابنه. - فوانسواز (1592-1669)؛ ابنته، هي من أسلاف لويس الخامس عشر ملك فرنسا. لامبيسك - لويس (1666-1718)؛ كونت أرمانياك. - لويس (1718-1743)؛ حفيده. - لويس شارل (1743-1761)؛ ابنه، هو سلف فيتوريو إمانويلي الثاني ملك إيطاليا. - شارل يوجين (1761-1789). بريون - هنري؛ كونت هاركورت. - لويس؛ ابنه، كونت أرمانياك. - هنري، ابنه. - لويس؛ ابنه، أمير لامبيسك. - لويس شارل؛ ابنه، أمير لامبيسك. - جوزيف، ابنه، حامل اللقب. | مايين - رينيه (1481-1508). - كلود الأول (1508-1550)؛ ابنه. - فرانسوا (1550-1563)؛ ابنه. - كلود الثاني (1563-1573)؛ شقيقه. - شارل (1573-1611)؛ ابن شقيقه، هو ابن فرانسوا، هو جد ماريا لويزا ملكة بولندا القرينة، وكذلك هو سلف أسرة غونزاغا الإيطالية. - هنري (1611-1621)؛ ابنه. أومال - أنتوني (1452-1458)؛ بالمناصفة مع زوجته ماري كونتيسة هاركورت، حكموها كـ كونت. - جان (1458-1473)؛ بالمناصفة مع والدته ماري. - رينيه (1473-1508)؛ بالمناصفة مع جدته ماري حتى 1476. - كلود الأول (1508-1550)؛ ابنه، أصبح منذ 1547 دوق. - كلود الثاني (1550-1573)؛ ابنه. - شارل الأول (1573-1595)؛ ابنه. - آن (1618-1638)؛ ابنته، حكمتها بالمناصفة مع زوجها هنري الأول دوق نيمور، هما سلف لويس الخامس عشر ملك فرنسا، وكذلك هم سلف أسرة سافوي الإيطالية. |

### الحكام في مناطق أخرى

#### في فلاندرز وبولوني
أصبح تييري دو الألزاس ابن تيودوريك الثاني دوق لورين وزوجته الثانية جيرترود ابنة روبرت الأول كونت فلاندرز منذ عام 1228 كونت فلاندرز، في حين تزوج ابنه الثاني لاحقاً من ماري وريثة كونتات بولوني.
| فلاندرز - تييري (1128-1168). - فيليب الأول (1168-1191)؛ ابنه. - أصبح كذلك كونت فرماندوا (1167-1183)؛ بالمناصفة مع زوجته الأولى إليزابيث. - مارغريت الأولى (1191-1194)؛ حكمت بالمناصفة مع زوجها بالدوين الخامس، كونت هينو. | بولوني - ماثيو (1160-1173)؛ حكم بالمناصفة مع زوجته ماري حتى عام 1170، ثم لوحده حتى وفاته. - إيدا (1173-1216)؛ حكمت بالمناصفة مع أزواجها الثالث. |

#### فودمونت
حكم ابن الثاني لـ جان الأول دوق لورين الكونتية منذ 1393، مؤسساً فرع فودمونت، وكذلك ادعوا الدوقية بعد وفاة آخر شخص من فرع الأكبر، بحيث ورثت ابنته الألقاب، ولكنها الألقاب عادت إلى الفرع بعد زواج الكونت من وريثة لورين، وأصبح ابنهما الدوق التالي، ومؤسساً أسرة لورين "انظر أعلاه".
- فريدريك الأول (1393-1415).
- أنتوني (1415-1458).
- فريدريك الثاني (1458-1470)؛ ابنه، تزوج من وريثة دوقات لورين يولاند.
- رينيه الثاني دوق لورين (1470-1508)؛ ابنه.
  - لويس (1500-1528)؛ ابنه.
  - نيكولاس (1524-1577)؛ ابن أنتوني دوق لورين.
  - فرانسوا (1572-1632)؛ ابن شارل الثالث.
  - شارل هنري (1649-1723)؛ ابن شارل الرابع.
  - شارل توماس (1670-1704)؛ ابنه.
  - جوزيف دي لورين-بريون (1759-1802)؛ منح له لقب أمير فودمونت، وهو شقيق شارل يوجين.

#### هوهنبيرغ
من خلال زواج الأرشيدوق فرانتس فرديناند من البوهيمية صوفي تشوتيك، تم استعباد أبنائهم عن الخلافة رغم أنهم الفرع النمساوي الأكبر بسبب زواج مرغنطي، تم إعطاء لهم دوقية هوهنبيرغ.
- ماكسيمليان (1917-1962)؛ ابنهما.
- فرانتس (1962-1977)؛ ابنه.
- غيورغ (1977-2019)؛ شقيقه.
- نيكولاس (منذ.2019)؛ ابنه.

### الكرادلة
يشير إلى الكردالة من أسرة لورين بـ كاردينال لورين أحيانا:
- جان (1498–1550)؛ ابن رينيه الثاني دوق لورين، ومستشار فرانسوا الأول ملك فرنسا.
- شارل (1524–1574)؛ ابن كلود دوق غيس.
- شارل (1567–1607)؛ ابن شارل الثالث دوق لورين.
- نيكولا فرانسوا دوق لورين (ح. 1626-1634)؛ حمل اللقب قبل صعوده على سدة السلطة.

يشير إلى الكردالة من أسرة غيس بـ كاردينال غيس أحيانا:
- شارل (1584-1574)؛ ابن كلود دوق غيس، كان كاردينال غيس بين عامي 1542 حتى 1550.
- لويس الأول (1527-1578)؛ شقيقه.
- لويس الثاني (1555-1588)؛ ابن شقيقه فرانسوا دوق غيس.
- لويس الثالث (1575-1621)؛ ابن شقيقه هنري الأول دوق غيس.